# 후+
《후+》는 MBC TV에서 방송된 시사 프로그램이다. 뉴스는 한 번으로 끝나지 않는다를 슬로건으로 삼아, 뉴스에서 방송된 사실의 뒷이야기에 대해 조명하였다.

## 타이틀 변천사
- 《뉴스 후》 : 2006년 6월 29일 ~ 2009년 11월 19일
- 《후+》 : 2009년 11월 26일 ~ 2010년 10월 7일

## 방영 목록

### 2006년
| 회차 | 방송일    | 부제                             |
| ---- | --------- | -------------------------------- |
| 1회  | 6월 29일  | 인터폴과 한국인 적색수배자       |
| 1회  | 6월 29일  | 시각장애인의 인권                |
| 1회  | 6월 29일  | 인고지신 - 급식문제              |
| 1회  | 6월 29일  | 인터뷰 그 사람                   |
| 2회  | 7월 6일   | 인터폴과 한국인 적색수배자(2)    |
| 2회  | 7월 6일   | 인터뷰 그 사람 - 이천수          |
| 2회  | 7월 6일   | 수경사 그 후 외                  |
| 3회  | 7월 13일  | 인터폴과 한국인 적색수배자들 III |
| 3회  | 7월 13일  | 아시아나 우박 사고               |
| 3회  | 7월 13일  | 인고지신 - 게임중독              |
| 4회  | 7월 20일  | 인터폴과 해외도피자들            |
| 4회  | 7월 20일  | 젓갈할머니 유양선                |
| 4회  | 7월 20일  | WBC 병역특례 그 후               |
| 5회  | 7월 27일  | 조손가정을 아십니까              |
| 5회  | 7월 27일  | 김포 사랑의 집                   |
| 5회  | 7월 27일  | 인고지신                         |
| 6회  | 8월 3일   | 조손가정을 아십니까(2)           |
| 6회  | 8월 3일   | 포스코 점거사태 그 후            |
| 6회  | 8월 3일   | 된장녀 논쟁                      |
| 7회  | 8월 10일  | 나는 고아가 아니에요             |
| 7회  | 8월 10일  | 휠체어 탄 발레리나 김수미        |
| 7회  | 8월 10일  | 경찰 고소인 성추행사건 그 후     |
| 8회  | 8월 17일  | 기름값의 비밀                    |
| 8회  | 8월 17일  | 빈센트 앤 코 시계 사건           |
| 9회  | 8월 24일  | 기름값의 비밀(2)                 |
| 9회  | 8월 24일  | X 파일 사건 그 후                |
| 9회  | 8월 24일  | 인고지신                         |
| 10회 | 8월 31일  | 휴대전화요금 방심하면 당한다(1)  |
| 10회 | 8월 31일  | 거리수업 그 후                   |
| 10회 | 8월 31일  | 인고지신                         |
| 11회 | 9월 7일   | 휴대전화요금 방심하면 당한다(2)  |
| 11회 | 9월 7일   | 변호사는 출장중                  |
| 11회 | 9월 7일   | 돌아온 김폴레옹 김성호 법무부장  |
| 12회 | 9월 14일  | 휴대전화요금 방심하면 당한다(3)  |
| 12회 | 9월 14일  | 거리수업 그 후(2)                |
| 12회 | 9월 14일  | 기름값의 비밀(3)                 |
| 13회 | 9월 21일  | 권능의 물                        |
| 14회 | 10월 19일 | 나는 사기꾼이 아니다             |
| 14회 | 10월 19일 | 밀리언 셀러의 비밀               |
| 14회 | 10월 19일 | 인고지신                         |
| 15회 | 10월 26일 | 중금속 시멘트의 습격             |
| 15회 | 10월 26일 | 벌금 성역 지대                   |
| 15회 | 10월 26일 | 인고지신                         |
| 16회 | 11월 2일  | 임대아파트에 산다는 것           |
| 16회 | 11월 2일  | 강아지와 작별하기                |
| 16회 | 11월 2일  | 인고지신                         |
| 17회 | 11월 11일 | 연예인은 유령학생                |
| 17회 | 11월 11일 | 희망을 모는 청년들               |
| 18회 | 11월 18일 | 보험의 두 얼굴                   |
| 18회 | 11월 18일 | 미국 간첩 논쟁 그 후             |
| 18회 | 11월 18일 | 혈액 운송의 실태                 |
| 19회 | 11월 25일 | 변액보험의 숨겨진 함정           |
| 19회 | 11월 25일 | 기업 사회 환원의 문제점          |
| 19회 | 11월 25일 | 인고지신                         |
| 20회 | 12월 2일  | 보험의 두 얼굴 이상한 민원실     |
| 20회 | 12월 2일  | 정책 실명제의 필요성             |
| 20회 | 12월 2일  | 인고지신                         |
| 21회 | 12월 9일  | 집값 광풍 언제까지               |
| 22회 | 12월 16일 | 거품을 입는다                    |
| 22회 | 12월 16일 | 부활하는 친일                    |
| 22회 | 12월 16일 | 조종사 피우진 중령               |
| 23회 | 12월 23일 | 뉴스 후 그 후                    |

### 2007년
| 회차 | 방송일    | 부제                                                    |
| ---- | --------- | ------------------------------------------------------- |
| 24회 | 1월 6일   | 돌아온 전염병 결핵                                      |
| 24회 | 1월 6일   | 희망을 보았습니다                                       |
| 26회 | 1월 27일  | 혼수로 말하는 사회                                      |
| 26회 | 1월 27일  | 통행료야? 관람료야?                                     |
| 27회 | 2월 3일   | 건강의 적(敵) - 트랜스 지방                             |
| 27회 | 2월 3일   | 시사저널 사태의 전말과 그 후                            |
| 28회 | 2월 10일  | 그 놈을 잡아라                                          |
| 28회 | 2월 10일  | 인터넷 사기범 검거작전                                  |
| 29회 | 3월 3일   | 그들만의 선택 원정출산                                  |
| 29회 | 3월 3일   | 기름값 그 후                                            |
| 30회 | 3월 10일  | 등록금 어디 한 번 따져봅시다.                           |
| 30회 | 3월 10일  | 우리 아빠 좀 찾아주세요                                 |
| 31회 | 3월 17일  | 무너진 하얀 거탑                                        |
| 31회 | 3월 17일  | 주검으로 돌아온 아빠                                    |
| 32회 | 3월 24일  | 목사님 우리 목사님                                      |
| 33회 | 3월 31일  | 회장님 우리 회장님                                      |
| 33회 | 3월 31일  | 그 놈을 잡아라 그 후                                    |
| 34회 | 4월 7일   | 약(藥) 주고 병(病) 주고                                 |
| 35회 | 4월 14일  | 한 배에 탄 사람들                                       |
| 35회 | 4월 14일  | 화성연쇄실종 사라진 여인들                              |
| 36회 | 4월 21일  | 우리나라의 열악한 재외국민 보호 실태                    |
| 37회 | 4월 28일  | 집중 후 - 연예기획사 다시 보기                          |
| 37회 | 4월 28일  | 지금도 캠퍼스에선                                       |
| 38회 | 5월 5일   | 회장님의 보복폭행                                       |
| 39회 | 5월 12일  | 기적의 물 에너지워터                                    |
| 39회 | 5월 12일  | 남자답게 사는 법                                        |
| 40회 | 5월 26일  | 성장 치료의 허상                                        |
| 40회 | 5월 26일  | 에너지 워터 계속되는 거짓말                             |
| 41회 | 6월 2일   | 회장님 보복폭행사건 제 2라운드                          |
| 41회 | 6월 2일   | 집중 후 - 덫에 걸린 사람들                              |
| 42회 | 6월 9일   | 덫을 놓는 사람들                                        |
| 43회 | 6월 16일  | 업데이트 - 전통(全統)이 남긴 것                         |
| 43회 | 6월 16일  | 집중 후 - 밀양 성폭행 사건 그 후                        |
| 44회 | 6월 23일  | 성범죄 감싸주는 사회                                    |
| 44회 | 6월 23일  | 남자가 그럴 수도 있지                                   |
| 45회 | 6월 30일  | 업데이트 - 뉴라이트와 광기(狂氣)                        |
| 45회 | 6월 30일  | 집중 후 - 성폭행 피해자 두 번 죽이는 법                 |
| 46회 | 7월 7일   | 장난 아닌 장난감                                        |
| 47회 | 7월 14일  | 집중 후 - 되살아난 망령 무전(無錢) 현역 유전(有錢) 면제 |
| 48회 | 8월 4일   | 집중 후 - 신데렐라의 몰락                               |
| 49회 | 8월 11일  | 덫을 놓는 사람들 그 후                                  |
| 50회 | 8월 18일  | 업데이트 - 시사인 대 시사저널                           |
| 50회 | 8월 18일  | 집중 후 - 비정규직으로 산다는 것                        |
| 51회 | 8월 25일  | 업데이트 - 중금속 시멘트의 습격 그 후                   |
| 51회 | 8월 25일  | 집중 후 - 비정규직으로 산다는 것(2)                     |
| 52회 | 9월 1일   | 어느 날 갑자기 사라진 사람들                            |
| 53회 | 9월 8일   | 재개발 재건축 거품을 벗긴다                             |
| 54회 | 9월 15일  | 업데이트 - 그들만의 잣대                                |
| 54회 | 9월 15일  | 집중 후 - 누구를 위한 재개발 재건축인가?                |
| 55회 | 9월 29일  | 부녀자 연쇄실종사건 밤길이 무섭다                       |
| 56회 | 10월 13일 | 일그러진 초상들                                         |
| 57회 | 10월 20일 | 대박난 사람들 쪽박찬 사람들                             |
| 58회 | 10월 27일 | 권력이 된 부녀회                                        |
| 59회 | 11월 3일  | 나는 공범이었다                                         |
| 60회 | 11월 10일 | 달리는 도급택시                                         |
| 60회 | 11월 10일 | X파일로 다시 보는 삼성의혹                              |
| 60회 | 11월 10일 | 땅 짚고 헤엄치는 땅장사 집장사                          |
| 61회 | 11월 17일 | 바다이야기 그 후                                        |
| 62회 | 11월 24일 | 삼성 비리 의혹 본질을 말한다                            |
| 63회 | 12월 8일  | 임플란트 열풍 사실은                                    |
| 64회 | 12월 15일 | 업데이트 - 어제는 한 식구라더니                         |
| 64회 | 12월 15일 | 집중 후 - 대한민국 20대 취업보고서                      |

### 2008년
| 회차   | 방송일    | 부제                                     |
| ------ | --------- | ---------------------------------------- |
| 65회   | 1월 5일   | 사법 피해자들의 눈물                     |
| 66회   | 1월 12일  | 억울해서 죽지도 못해요                   |
| 67회   | 1월 19일  | 혜진이 · 예슬이를 찾습니다               |
| 68회   | 1월 26일  | 세금 안 내도 되는 사람들(1)              |
| 69회   | 2월 2일   | 세금 안 내도 되는 사람들(2)              |
| 특집회 | 2월 9일   | 설 연휴 기간으로 인한 결방               |
| 70회   | 2월 16일  | 투명한 재정 언제쯤이나                   |
| 71회   | 2월 23일  | 병원 진료비 알고 보니                    |
| 72회   | 3월 1일   | 장례 토탈서비스 사실은                   |
| 73회   | 3월 8일   | 그 어린이집에선 무슨일이(1)              |
| 74회   | 3월 15일  | 그 어린이집에선 무슨일이(2)              |
| 75회   | 3월 22일  | 5년간의 연쇄 실종 살인 범인은 누구       |
| 76회   | 3월 29일  | 집중 후 - 4번타자의 파멸                 |
| 76회   | 3월 29일  | 업데이트 - 뉴라이트 교과서 한국판        |
| 77회   | 4월 5일   | 박철원 괴자금의 실체는                   |
| 78회   | 4월 12일  | 사찰살림 빠듯하다면서                    |
| 79회   | 4월 19일  | 비례대표를 검증하라                      |
| 80회   | 4월 26일  | 특검을 특검하라                          |
| 81회   | 5월 3일   | 잊혀진 약속                              |
| 82회   | 5월 10일  | 돈 없는 자 서울을 떠나라                 |
| 83회   | 5월 24일  | 한 마리 팔면 두 마리가 남는다            |
| 84회   | 5월 31일  | 두 번 버려진 아이들                      |
| 85회   | 6월 7일   | 디지털 세대 - 세상을 바꾸다              |
| 86회   | 6월 14일  | 촛불정국 해법을 찾아라                   |
| 87회   | 6월 21일  | 어느 베트남 신부의 마지막 편지           |
| 88회   | 6월 28일  | 임기 보장하자더니                        |
| 89회   | 7월 5일   | 조중동 대 네티즌                         |
| 90회   | 7월 12일  | 두 얼굴의 변호사                         |
| 91회   | 7월 26일  | 수임료 얼마나 주셨습니까                 |
| 92회   | 8월 2일   | 수술실의 악몽 마취 중 각성               |
| 93회   | 8월 30일  | 기름값의 비밀 2년 후                     |
| 94회   | 9월 6일   | 누구를 위한 지방의회인가(1)              |
| 95회   | 9월 20일  | 누구를 위한 지방의회인가(2)              |
| 96회   | 9월 27일  | 묻지마 범죄 - 그들은 왜                  |
| 97회   | 10월 11일 | 치명적 유혹 사채                         |
| 98회   | 10월 18일 | 영주권을 팝니다                          |
| 99회   | 10월 25일 | 갈 곳 없는 사람들                        |
| 100회  | 11월 1일  | 점령 당한 밥상                           |
| 101회  | 11월 8일  | 펀드 열풍 그 후                          |
| 102회  | 11월 15일 | 집중 후 - 부동산 대폭락은 오는가         |
| 102회  | 11월 15일 | 업데이트 - 베이징에서는 무슨 일이 있었나 |
| 103회  | 11월 22일 | 최진실 끝나지 않은 이야기                |
| 104회  | 11월 29일 | 손 묶인 구당 왜                          |
| 105회  | 12월 13일 | 갈 곳 없는 아이들                        |
| 106회  | 12월 20일 | 청년 실업 100만 시대 부모님 죄송합니다   |

### 2009년
| 회차  | 방송일    | 부제                                           |
| ----- | --------- | ---------------------------------------------- |
| 107회 | 1월 3일   | 방송법 개정 누구를 위한 것인가                 |
| 108회 | 1월 17일  | 군포 실종 사건 - 사라진 여대생                 |
| 109회 | 1월 31일  | 연쇄 살인범 잡혔다                             |
| 110회 | 2월 14일  | USB를 열어보니 - 두 얼굴의 사학                |
| 111회 | 3월 7일   | 한류 그 후                                     |
| 112회 | 3월 14일  | 두 번 우는 범죄 피해자                         |
| 113회 | 3월 21일  | 어느 신인 여배우의 죽음                        |
| 114회 | 3월 28일  | 동방신기가 음란하다 - 유해와 불온의 기준은     |
| 115회 | 4월 4일   | 당신의 인감은 안전합니까                       |
| 116회 | 4월 18일  | 사고인가 살인인가                              |
| 117회 | 4월 25일  | 도로 위의 진실게임 뒤바뀐 교통사고 가 · 피해자 |
| 118회 | 4월 30일  | 장자연 그 후 묻히는 진실                       |
| 119회 | 5월 7일   | 이자율 40%의 유혹                              |
| 120회 | 5월 14일  | 덫에 걸린 아이들                               |
| 121회 | 5월 21일  | 위험한 유산                                    |
| 122회 | 5월 28일  | 서거 그 후                                     |
| 123회 | 6월 4일   | 환각의 늪                                      |
| 124회 | 6월 18일  | 산 자와 죽은 자                                |
| 125회 | 6월 25일  | 개미들의 꿈                                    |
| 126회 | 7월 2일   | 로또가 수상하다                                |
| 127회 | 7월 16일  | 미디어법이 뭐길래                              |
| 128회 | 7월 30일  | 알펜시아의 고민                                |
| 129회 | 8월 6일   | 자전거 열풍 그러나                             |
| 130회 | 8월 13일  | 일본 왕실 도서관의 비밀                        |
| 131회 | 8월 20일  | 따리마까시(고마워요) 한글                      |
| 132회 | 8월 27일  | 마약보다 강한 중독                             |
| 133회 | 9월 3일   | 못 믿을 성형해결사                             |
| 134회 | 9월 10일  | 신종 플루 공포 오해와 진실                     |
| 135회 | 9월 17일  | 2009 대한민국 검찰                             |
| 136회 | 10월 8일  | 관중은 육백만인데                              |
| 137회 | 10월 15일 | 나는 나쁜 엄마입니다                           |
| 138회 | 10월 22일 | 우리도 국가대표                                |
| 139회 | 10월 29일 | 조폭 세관 그리고 BMW                           |
| 140회 | 11월 5일  | 제멋대로 시속 220 km                           |
| 141회 | 11월 12일 | 커피 한 잔의 진실                              |
| 142회 | 11월 26일 | 어느 재벌가(家)의 투자법                       |
| 143회 | 12월 3일  | 신정아 사건 그 후                              |
| 144회 | 12월 10일 | 누구를 위한 보금자리                           |
| 145회 | 12월 17일 | 불 속의 생과 사                                |

### 2010년
| 회차  | 방송일   | 부제                                     |
| ----- | -------- | ---------------------------------------- |
| 146회 | 1월 7일  | 루저 발언 그 후                          |
| 147회 | 1월 14일 | 소문난 강남 인강                         |
| 148회 | 1월 21일 | 위험한 만남                              |
| 149회 | 1월 28일 | 99엔의 내막                              |
| 150회 | 2월 4일  | 수출용 대 내수용                         |
| 151회 | 2월 11일 | 야당이 안 보인다                         |
| 152회 | 2월 18일 | 애플의 공습                              |
| 153회 | 2월 25일 | 10원 전쟁의 내막                         |
| 154회 | 3월 4일  | 경술국치 100년 특집 - 사라진 246명       |
| 155회 | 3월 11일 | 내 영화를 상영하지 말라                  |
| 156회 | 3월 18일 | 삼성화재 특수조사팀                      |
| 157회 | 3월 25일 | KBO의 황당한 돈잔치                      |
| 157회 | 3월 25일 | 학교 가기 싫어요                         |
| 158회 | 4월 1일  | 천안함 - 풀리지 않는 의혹                |
| 158회 | 4월 1일  | 대한민국은 쉬고 싶다                     |
| 158회 | 4월 1일  | 최진영 씨의 죽음                         |
| 159회 | 5월 20일 | 스펙 관리에 삼천만 원                    |
| 160회 | 6월 3일  | 죽음 부른 세탁기                         |
| 161회 | 6월 10일 | 한국인과의 결혼 금지 그 후               |
| 162회 | 6월 24일 | 원정 16강 꿈은 이루어졌다                |
| 162회 | 6월 24일 | 청계천의 갈겨니                          |
| 163회 | 7월 1일  | 고문과 실적주의                          |
| 163회 | 7월 1일  | 낯선 사랑 - 동성애                       |
| 164회 | 7월 8일  | 아파도 참아라                            |
| 164회 | 7월 8일  | 이상한 한강 개발                         |
| 165회 | 7월 15일 | 아파도 참아라 그 후                      |
| 165회 | 7월 15일 | 왕릉의 수난                              |
| 166회 | 7월 22일 | 옆집에 그가 산다면?                      |
| 166회 | 7월 22일 | 월세 8만 7천 원 저렴한 인생              |
| 167회 | 7월 29일 | 스무 살 신부의 마지막 일주일             |
| 167회 | 7월 29일 | 미분양과 빚더미                          |
| 168회 | 8월 5일  | 상처는 깊고 반성은 없다 - 성희롱         |
| 168회 | 8월 5일  | 국사 - 안 배워도 그만                    |
| 169회 | 8월 12일 | 충격보고 - 전철역에 1급 발암 물질        |
| 169회 | 8월 12일 | 비싼 약값의 불편한 진실                  |
| 170회 | 8월 19일 | 죽음의 링 - 예고된 비극                  |
| 170회 | 8월 19일 | 충격 보고 2탄 - 스크린도어의 숨겨진 위험 |
| 171회 | 8월 26일 | 의문의 급정지                            |
| 171회 | 8월 26일 | 동물병원, 부르는 게 값                   |
| 172회 | 9월 2일  | 3주만에 끝난 죄송 내각                   |
| 172회 | 9월 2일  | 쫓겨난 이들의 슬픈 축제                  |
| 173회 | 9월 9일  | 무차별 로비 처벌은 없다                  |
| 173회 | 9월 9일  | 콩글리시로 한국을 알린다?                |
| 174회 | 9월 16일 | 취직의 조건 - 아버지가 누구              |
| 174회 | 9월 16일 | 신한 빅3 파워게임의 내막                 |
| 175회 | 10월 7일 | 다 보고 다 듣고 있다                     |
| 175회 | 10월 7일 | 우리는 대한민국 노숙인 대표              |